# آن دورت ميكلسن
آن دورت ميكلسن (بالدنماركية: Anne Dorte Michelsen)‏ هي مغنية دنماركية، ولدت في 17 يوليو 1958 في آرهوس في الدنمارك.

## وصلات خارجية
- الموقع الرسمي
- آن دورت ميكلسن على موقع IMDb (الإنجليزية)
- آن دورت ميكلسن على موقع ميوزك برينز (الإنجليزية)
- آن دورت ميكلسن على موقع أول ميوزيك (الإنجليزية)
- آن دورت ميكلسن على موقع ديسكوغز (الإنجليزية)